# チュネルペトン
チュネルペトン（Chunerpeton）は約1億5,000万年前（ジュラ紀中期）の中国東北部の遼寧省に生息していた絶滅両生類であり、知られている最古の有尾類の一つである。学名は「初期の這うもの」の意。
かつてこの地方では火山活動が活発であり、髫髻山層からは火山灰によって生き埋めになった極めて保存状態の良い大量の化石が発見されている。本種も幼生から変態途中の個体、全長20cmほどの成体にいたるまで、さらに軟組織の印象化石や胃の内容物まで保存されており、生態やライフサイクルまで判明した。
やや小型でなめらかな皮膚と外鰓を持っていたが、全体として現生のオオサンショウウオ科に非常に類似している。これにより今まで新生代暁新世（約3,000万年前）までしかわかっていなかったオオサンショウウオ類の起源は一気に遡り、また当時からほとんど体制が変わっていないことが判明した。